# Solveig Jülich
Solveig Jülich, född 16 augusti 1966, är en svensk idéhistoriker och professor i idé- och lärdomshistoria vid Uppsala universitet.

## Biografi
Solveig Jülich disputerade vid Institutionen för Tema vid Linköpings universitet 2002 med avhandlingen Skuggor av sanning: Tidig svensk radiologi och visuell kultur vilken belönades med Johan Nordströms och Sten Lindroths pris. Därefter var Jülich verksam som universitetslektor vid Institutionen för studier av samhällsutveckling och kultur samt Tema kultur och samhälle vid samma universitet. Hon var också anställd som forskarassistent av Vetenskapsrådet. Från 2014 har Solveig Jülich varit verksam vid Uppsala universitet som professor i idé- och lärdomshistoria med inriktning mot kulturhistorisk medicinhistoria.

## Forskning
Jülichs forskningsområden inkluderar medicinsk humaniora, medicinhistoria och biomedicin, historiska perspektiv på etiska konflikter inom medicinsk forskning och medicinens visuella och materiella kultur. Jülich har bland annat utforskat introduktionen och mottagandet av röntgenbilder och interaktionen mellan medicin och media, samt bildserien “Ett barn blir till” som består är fotografier av mänskliga embryon och foster tagna av fotografen Lennart Nilsson. Solveig Jülich är för närvarande (2018) ansvarig för forskningsprojektet ”Medicin i livets gränsområden: Fosterforskning och framväxten av etisk kontrovers i Sverige” som finansieras av Vetenskapsrådet 2015–2020.

## Publikationer i urval
- 1897: Media histories and the Stockholm exhibition, ed. with Anders Ekström & Pelle Snickars, Stockholm: Statens ljud- och bildarkiv, 2006; title in trans.
- Cultural history of media, ed. with Patrik Lundell & Pelle Snickars, Stockholm: Statens ljud- och bildarkiv, 2008; title in trans.
- The bus is the message: Perspectives on mobility, materiality, and modernity, ed. with Lotten Gustafsson Reinius & Ylva Habel, Stockholm: Kungliga biblioteket, 2013; title in trans.
- Lennart Nilsson’s A Child Is Born: The Many Lives of a Best-Selling Pregnancy Advice Book, Culture Unbound, Journal of Current Cultural Research, 7(4): 627-648, 2015.